# Castillo de Ussel
El castillo de Ussel es un castillo medieval del Valle de Aosta en el noroeste de Italia ubicado en la cima de un promontorio rocoso que domina la villa de Châtillon, y permite controlar la entrada al valle de Valtournenche y el valle del río Dora Baltea.

## Descripción
El castillo se construyó sobre un promontorio de roca serpentinita, separado del resto de la montaña por la falla "Aosta-Ranzola" (de orientación este-oeste), erosionada a lo largo de los siglos por los glaciares del Pleistoceno. El relieve se caracteriza por lentes de magnetita que fueron explotadas en épocas pasadas por medio de galerías mineras; algunos puntos de acceso a las minas todavía son visibles alrededor del castillo.

## Historia

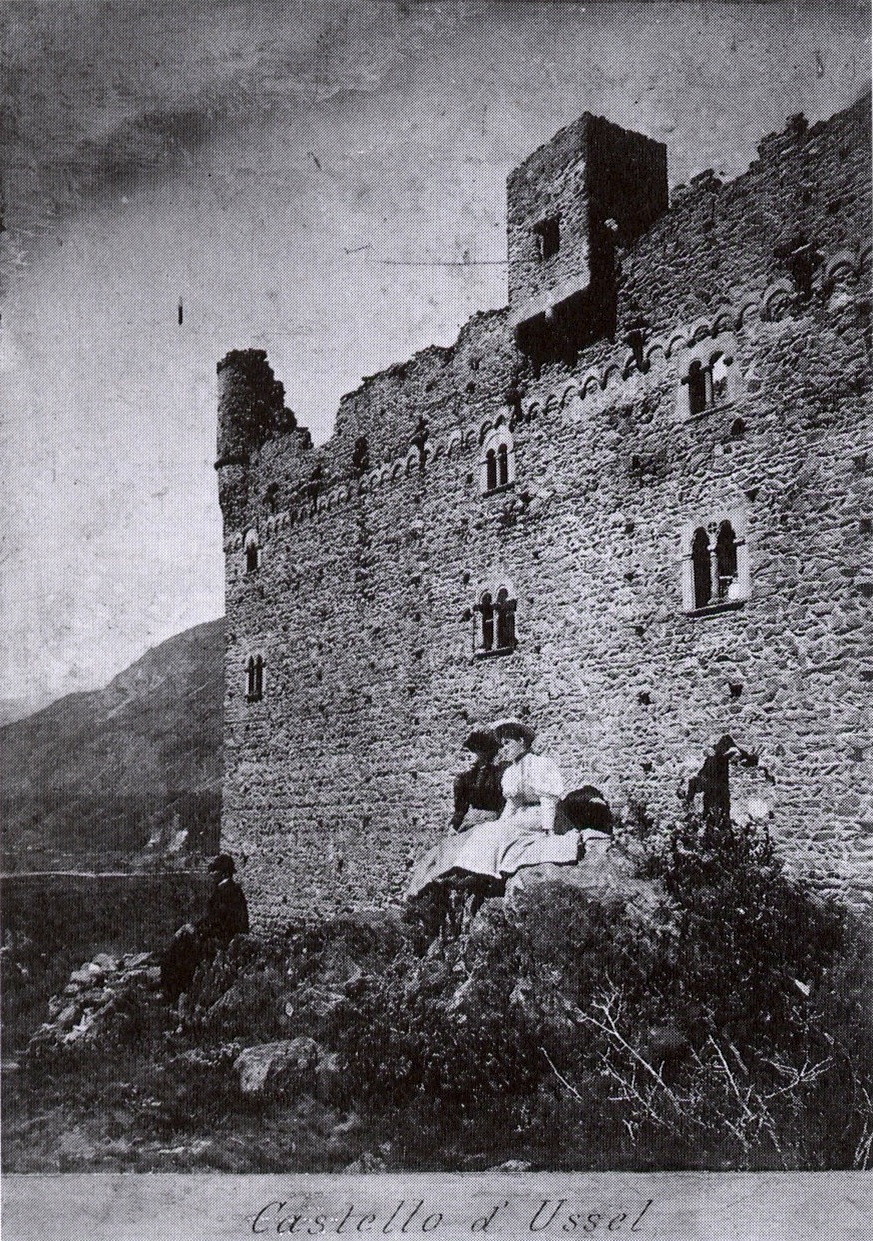
Castillo de Ussel en 1896, lado sur.

El castillo fue construido desde cero por Ébal II de Challant en 1343 después de resolver los problemas hereditarios complicados que involucró a la familia Challant tras la muerte de Ébal I de Challant. A su muerte en 1323, Ébal I nombró como herederos a sus cuatro hijos, Pierre, Jacques, Boniface y Jean, así como dos hijos de su hijo mayor Godefroy, quién había fallecido con anterioridad, con el requisito de que los nietos Ébal II y Aymon se quedarían con la mitad de la herencia. Llegaron finalmente a un acuerdo en 1337, cuando los hijos de Ébal I reconocieron su sobrino Aymon como heredero de la finca de Fénis y a Ébal como el heredero de Saint-Marcel y Ussel.
A Ébal se le concedió el derecho de construir un castillo en Ussel, pero no antes de que pasaran seis años a partir del acuerdo, es decir, desde 1343. En los siglos siguientes el castillo sufrió la misma suerte que muchos otros castillos en el valle: tras la muerte en 1470 de François de Challant, último señor de Ussel, el castillo fue utilizado como prisión y cuartel, y luego abandonado.
Con la extinción de la familia Challant en 1846, el castillo y otras posesiones en la zona pasaron a la familia Passerin Entrèves, y finalmente, en 1983, a la gobernación de la región.
Los trabajos de restauración se iniciaron cinco años después y terminaron en 1999. La restauración fue financiada por el barón Marcel Bich, un industrial originario de Châtillon conocido por sus famosos bolígrafos Bic. Por la voluntad del barón el castillo se convirtió en un centro de exposiciones de la cultura y arte del Valle de Aosta y alberga exposiciones temporales notables durante el verano, cuando está abierto al público.

## Arquitectura
A lo largo de los siglos, el castillo de Ussel no fue modificado por proyectos de construcción posteriores y mantuvo sus características originales, lo que hace que sea especialmente interesante desde el punto de vista histórico. Aunque quedó en ruinas hasta los años 1980, su restauración exterior e interior permitió reutilizarlo como centro de exposición.

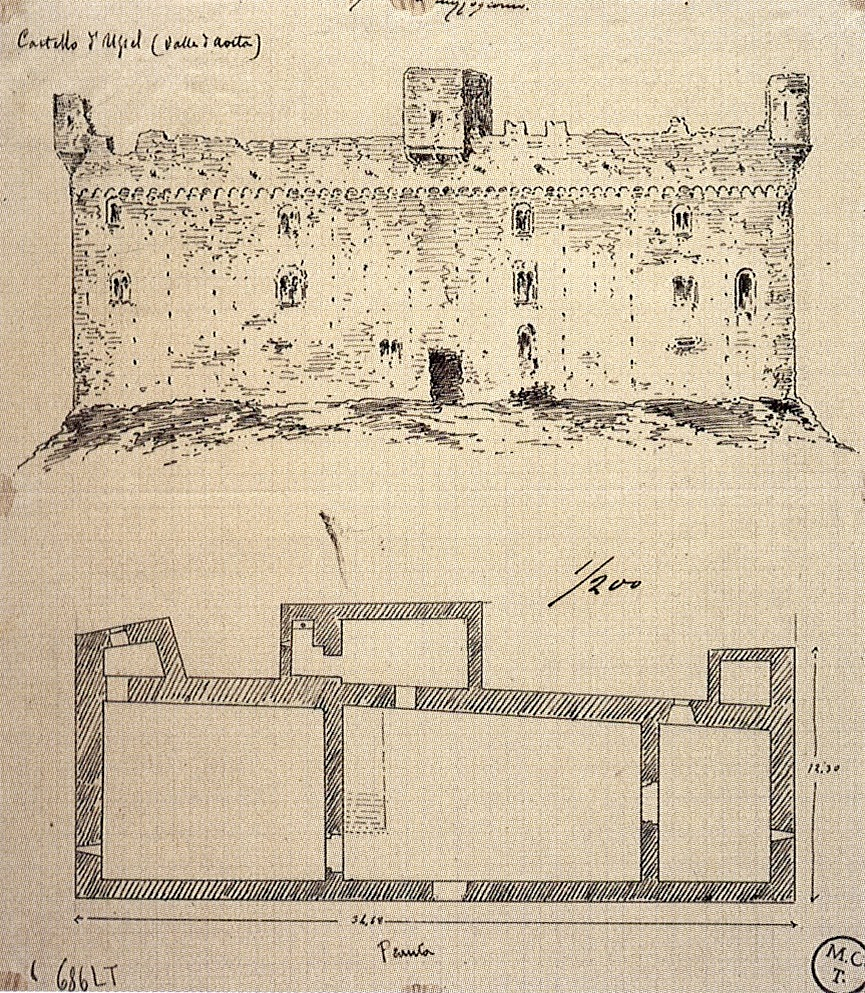
Planta y alzado del castillo de Ussel a mediodía, dibujo hecho por Alfredo de Andrade.

El castillo representa un importante avance en la arquitectura militar del Valle de Aosta. Su forma rectangular, es el primer ejemplo de un castillo monobloque en el Valle de Aosta y su configuración se sitúa a medio camino entre el contemporáneo y escénico castillo de Fénis, cuya estructura de castillo primitivo se articuló con varias ampliaciones, y las formas estereométricas austeras del castillo de Verrès. En particular, existe evidencia de un estilo de vida menos espartano, que se tradujo en un menor espesor de las paredes exteriores y una decoración funcional, no solo orientada a la guerra sino también en función de la vida dentro del castillo: las aspilleras están flanqueadas por ventanas reales con asientos de piedra al interior.
Su forma —que se inspiró posiblemente en los edificios sirios encontrados durante las cruzadas— se aplicó también en otras construcciones en el Valle de Aosta, como el cuerpo residencial del castillo de Bramafam en Aosta y la casa fortificada de Planaval en Arvier.
Su trazado es rectangular, con los lados largos orientados hacia el sur, frente al camino de acceso, y al norte el precipicio que domina la villa de Châtillon y el Dora Baltea. Su ubicación encima del promontorio rocoso lo hace inaccesible por tres lados, subrayando su función defensiva.
El lado sur cuenta con una variedad de hermosas bíforas, todos diferentes, y la parte superior está adornada con una banda de arcos ciegos y prominentes almenas. La estructura defensiva de esta parte está constituida por dos torretas protuberantes circulares y un matacán que cubre el portal de acceso, conectados entre sí por una pasarela. Anteriormente, el portal estaba protegido por un revellín del cual todavía se perciben trazas.
El lado norte tiene otras dos torres rectangulares en los lados y un poderoso torreón cuadrado en el centro, que —lejos de ser el último refugio como era el caso de los torreones de los castillos primitivos— representó poco más que un elemento simbólico del poder feudal.
El techo, a cuyo pie se encuentra el paseo de ronda, permitió el escurrimiento del agua de lluvia a través de gárgolas, con un sistema similar al del castillo de Fénis. El techo del edificio fue destruido, y totalmente reconstruido durante la restauración de 1988-1999, con una cúpula de un material transparente, y una escalera que da acceso al techo y al paseo de ronda.

### Decoraciones exteriores

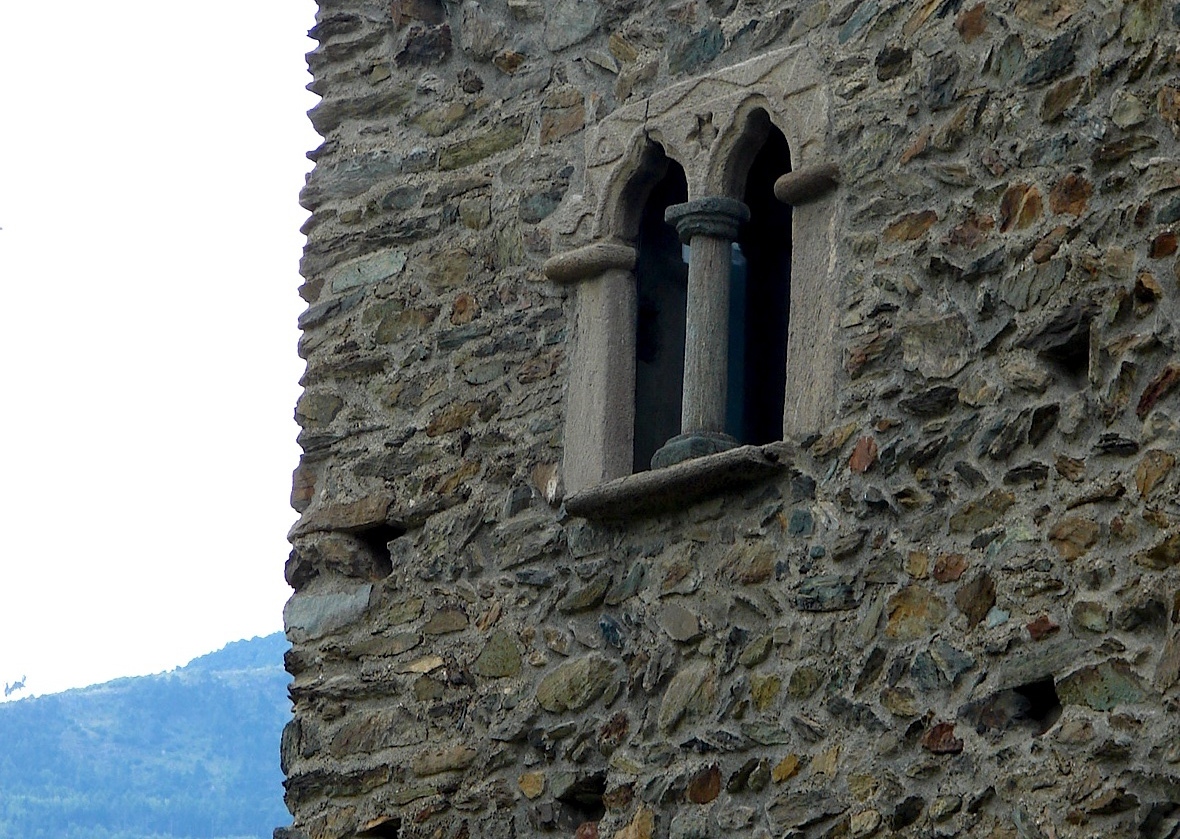
Una bífora de piedra tallada en el lado oeste del castillo.

Los tres lados menos expuestos a ataques están adornados con decoraciones notables. Una serie de arcos ciegos de piedra tallada se extiende a lo largo de tres cuartos de la altura del alzado.
Las bíforas del lado sur son diferentes —tanto por sus arcos como sus columnas— y figuran entre los más hermosos de esta época que estén presentes en el Valle de Aosta. La bífora de la fachada principal es de calcescisto, una roca que data del Jurásico y que se formó en el fondo del océano Tetis.
Las arquivoltas de la puerta, ahora en ruinas, y en parte lo prueban dos fragmentos al suelo, fueron de piedra tallada representando dos peces y un símbolo con ángulos rectos coronado con un punto cuyo significado se desconoce.

### Interior
El castillo se construyó directamente sobre la roca, que emerge en algunas partes del edificio, causando una variación de tres a dos pisos y reduciendo el espacio en algunos puntos del sótano.
El interior del castillo fue severamente dañado como resultado de siglos de abandono y fue completamente reconstruido. El castillo probablemente estaba dividido en tres compartimentos por dos paredes adyacentes paralelas a los lados cortos. El edificio principal fue utilizado como residencia del castillo, mientras que la parte lateral albergaba la cocina y otros áreas de servicios.
La calefacción fue proporcionada por chimeneas monumentales superpuestas —cuyos rastros aún se notan en los diferentes niveles— con el fin de utilizar un solo canal de humo.

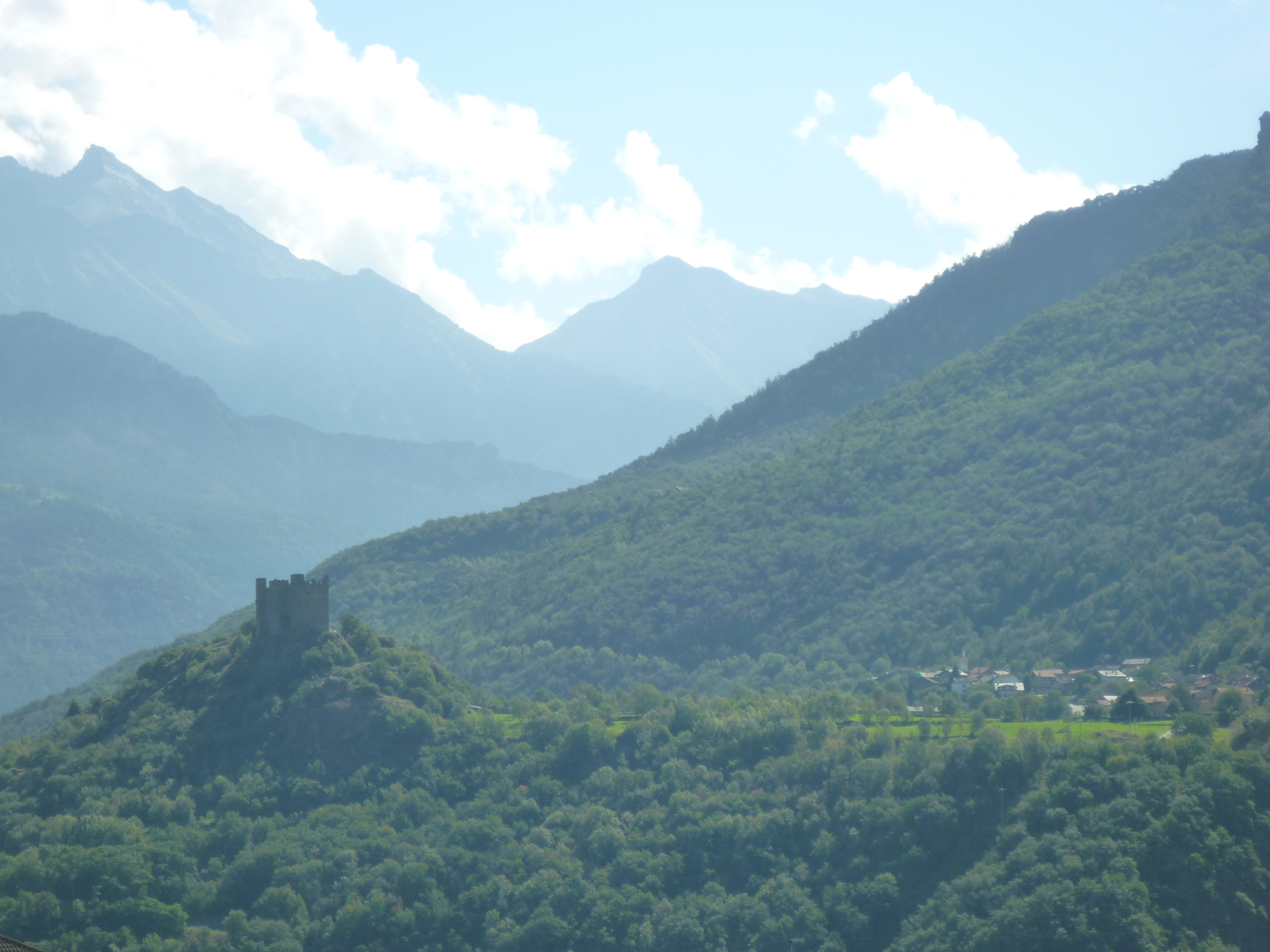
Ussel visto desde Châtillon.
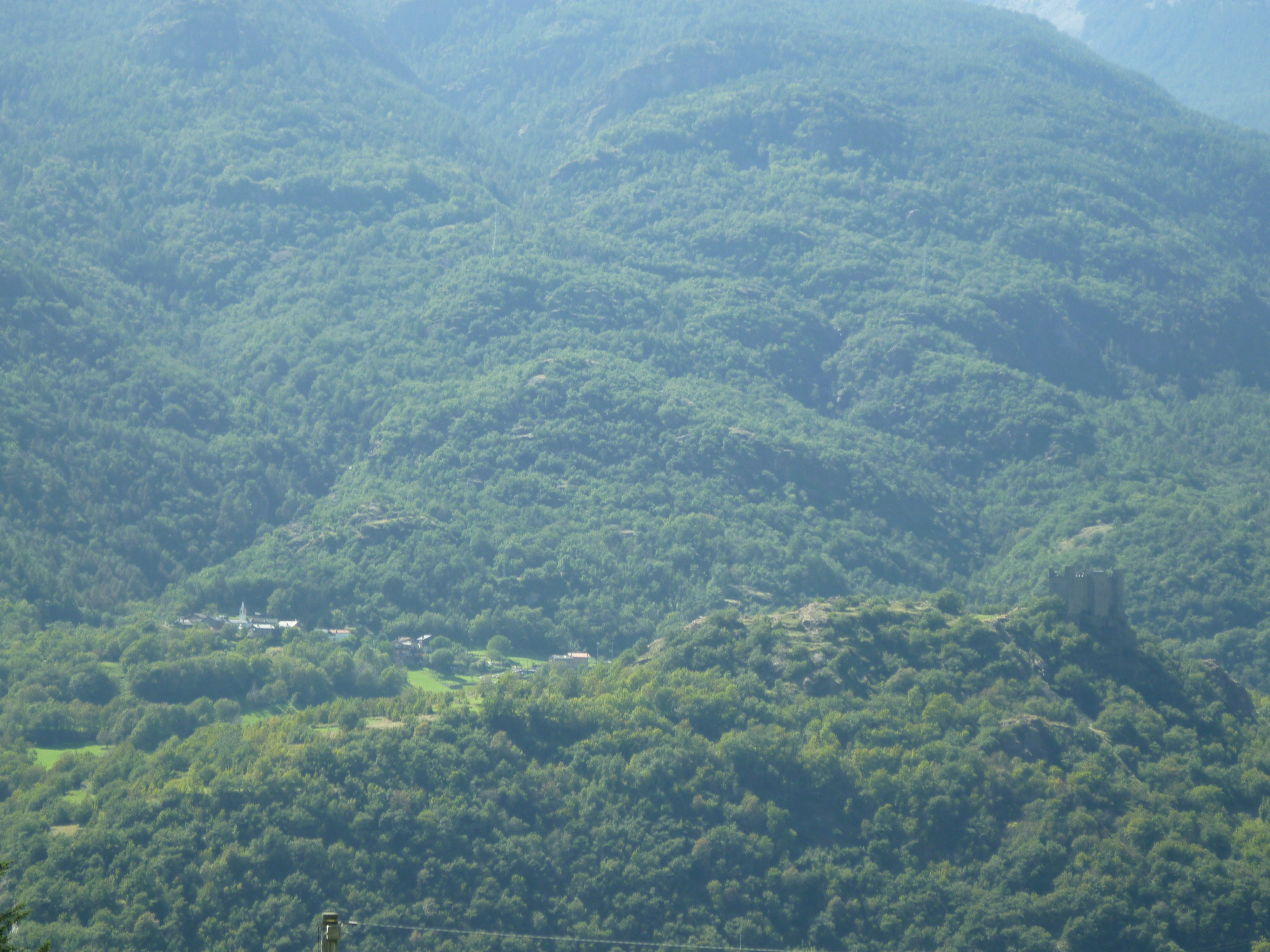
Ussel visto dese Saint-Vincent.
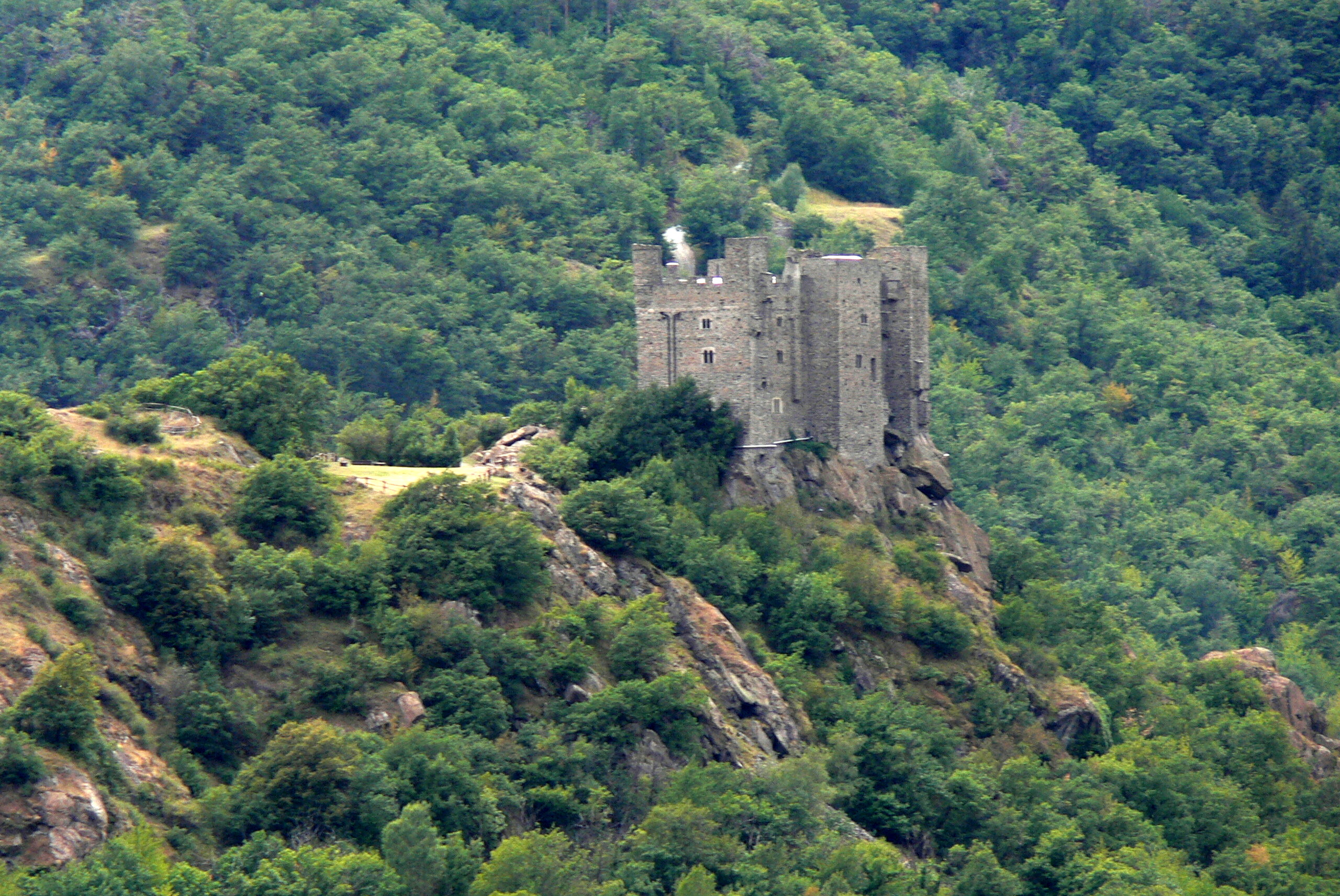
Lado noreste del castillo
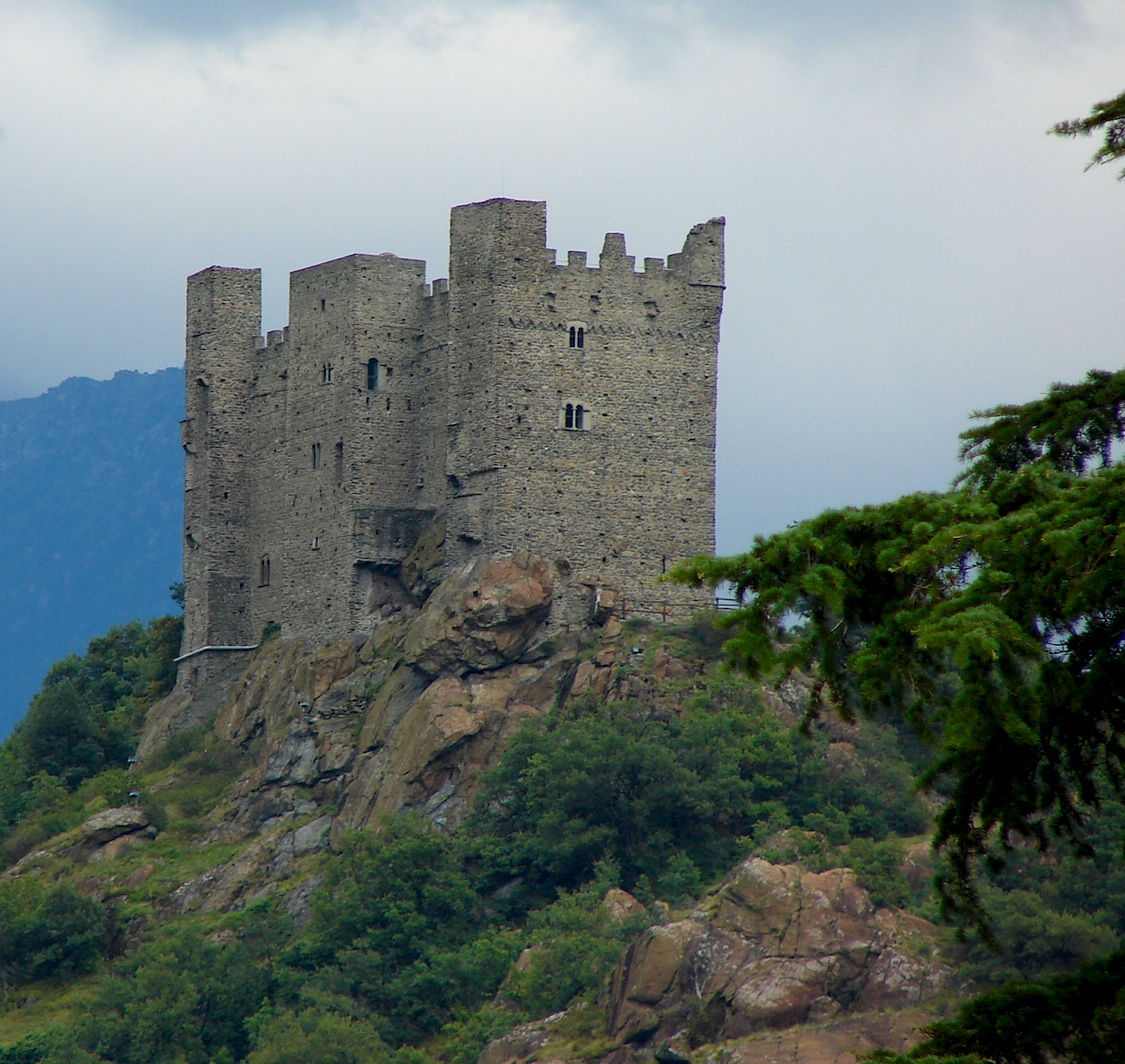
Lado noroeste
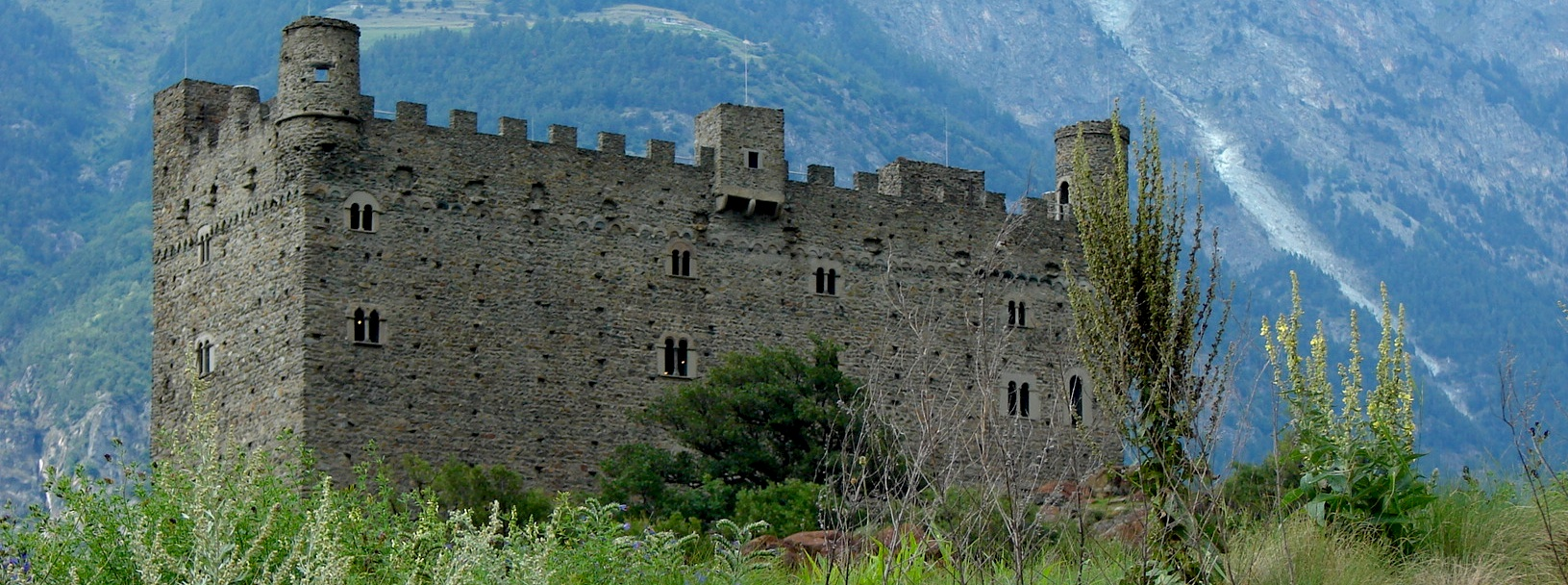
Lado sur del castillo